# 조쉬 그로반
조쉬 그로반(Josh Groban, 1981년 2월 27일 ~ )은 미국의 싱어송라이터이다.